# Klingonische Sprache
Klingonisch (Eigenbezeichnung: tlhIngan Hol [ˈt͡ɬɪŋɑn xol]) ist eine konstruierte Sprache, die 1984 von Marc Okrand im Auftrag der Filmgesellschaft Paramount für die Klingonen, eine außerirdische Spezies im Star-Trek-Universum, geschaffen wurde. Fremde Völker in Science-Fiction-Filmen sprachen zumeist ein sinnloses Kauderwelsch, doch die Produzenten von Star Trek wollten eine Sprache mit realistischem Hintergrund verwenden, damit die Verwendung in den verschiedenen Filmen untereinander stimmig ist. Fans der Serie, aber auch Sprachforscher, griffen die Sprache auf und begannen, sie zu lernen und aktiv zu sprechen. Das Klingon Language Institute (KLI) beschäftigt sich mit der Erhaltung, dem Schutz und der Verbreitung der Sprache. Als Standardwerk und Grundlage der Grammatik gilt das von Okrand verfasste Wörterbuch The Klingon Dictionary.

## Entstehung

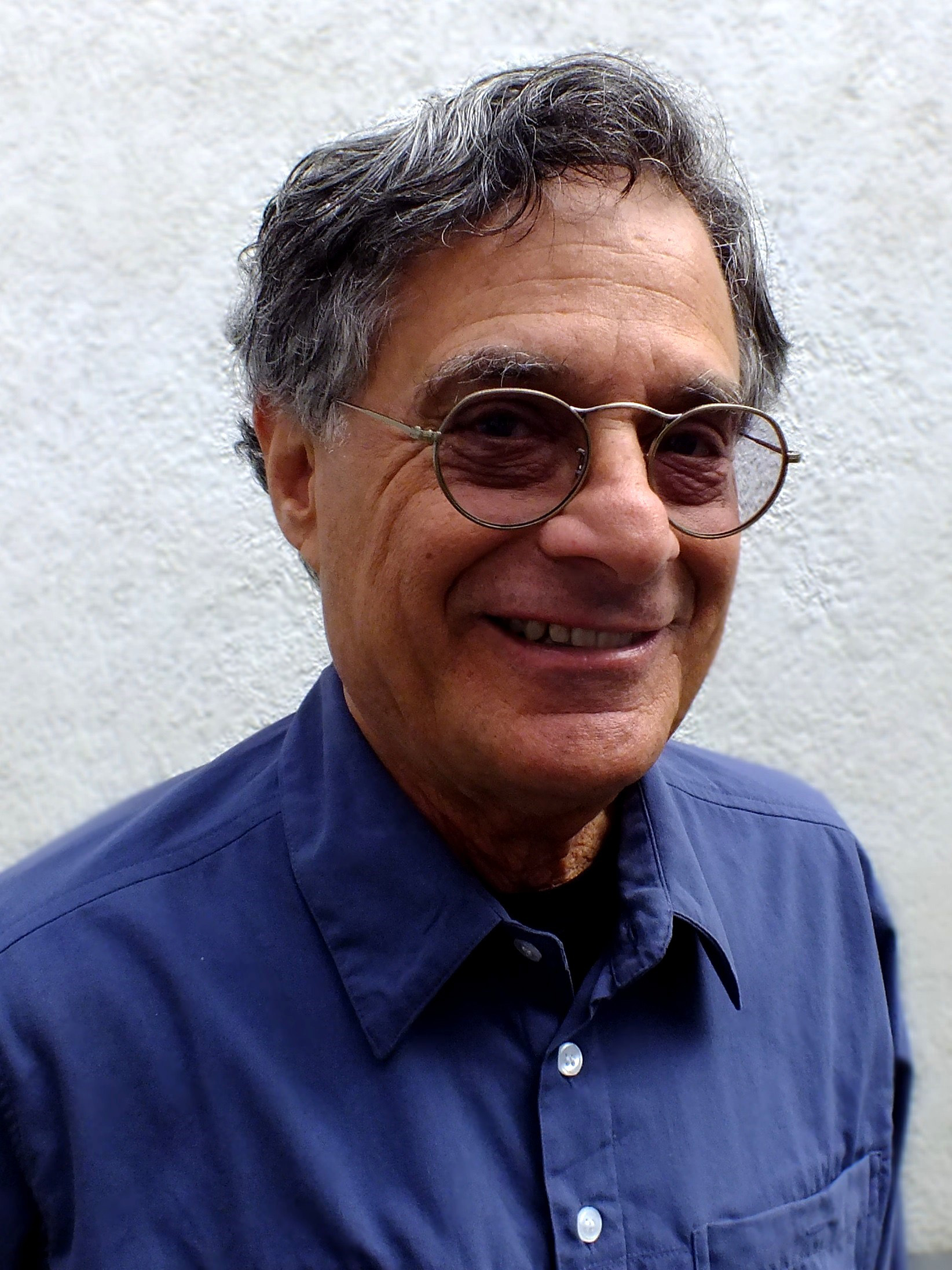
Marc Okrand (2019 in Saarbrücken)

### Realität
Die ersten klingonischen Begriffe wurden 1979 für den ersten Star-Trek-Film von James Doohan, dem Darsteller von Scotty, vorgeschlagen. Als für den Film Star Trek III: Auf der Suche nach Mr. Spock weitere klingonische Dialoge benötigt wurden, wurde Marc Okrand beauftragt, die Sprache auszuarbeiten. Dabei ging er von den ersten Begriffen aus dem Jahr 1979 aus. Um der Sprache einen möglichst fremden Klang zu geben, wählte Okrand jene grammatikalischen Eigenschaften, die bei irdischen Sprachen selten sind. Da es sich bei den Klingonen um ein kriegerisches Volk handelt, ist auch ihr Sprachgebrauch entsprechend schroff. Zur Begrüßung sagen sie (wenn überhaupt irgendetwas) nuqneH, was wörtlich ‚Was willst du?‘ heißt. Der einzig bekannte Ausdruck, um sich zu verabschieden, ist Qapla’, was so viel wie ‚Erfolg‘ bedeutet. Marc Okrand steht in regem Kontakt mit dem KLI und dessen Mitgliedern. Er gibt ihnen in unregelmäßigen Abständen neue Vokabeln bekannt.
CBS bzw. dessen Tochterunternehmen Simon & Schuster halten als Verlag das Urheberrecht an den offiziellen Wörterbüchern und der kanonischen Sprachbeschreibung. Ihr Anspruch auf die Sprache selbst wird angezweifelt, war aber bislang nicht Gegenstand von gerichtlichen Auseinandersetzungen.

### Fiktion
Auf der klingonischen Heimatwelt, dem Planeten Qo’noS (Kronos), existierten bis zur Gründung des Imperiums durch den mythischen Gründer Kahless verschiedene Volksgruppen und unterschiedliche Sprachen. Im Zuge der Einigung erwuchs aus der Notwendigkeit, sich zu verständigen, das tlhIngan Hol. Altertümliche Formen der klingonischen Sprache werden als no' Hol (Sprache der Vorfahren) in der zeremoniellen Sprache, in Liedern und klassischen Geschichten, in besonderem Maße aber in der klingonischen Oper bewahrt. In einem solchen Fall müssen die Passagen in no' Hol von den Zelebranten und Darstellern auswendig gelernt werden, da sie sonst von heute lebenden Klingonen nicht mehr oder nur in einem falschen Sinne verstanden würden.
Nach dem Zwischenfall auf dem Planeten Genesis (siehe Star Trek III: Auf der Suche nach Mr. Spock) wurde einer der Klingonen namens Maltz durch Captain Kirk gefangen genommen. Dieser Klingone lebt in Gefangenschaft und verrät der Föderation regelmäßig neue klingonische Wörter. Seine Zurückhaltung ist der Grund, warum viele Wörter noch unbekannt sind.

## Sprache

Buchstaben und Zahlen des KLI

Im Film verwendete Schriftzeichen

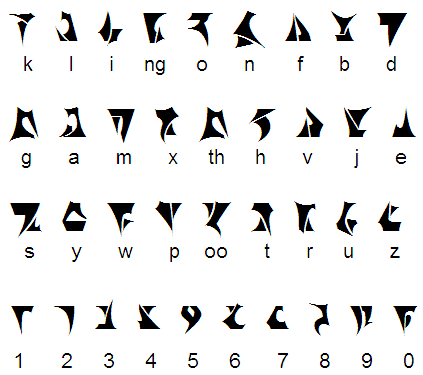
Klinzhai bzw. Mandel-Schrift

### Wortschatz
Die Menge klingonischer Begriffe liegt bei derzeit über 5000 einzelnen Wörtern. Seit der Veröffentlichung des ersten Wörterbuchs hat sich der Wortschatz mehr als verdoppelt.
Da die Wörter ursprünglich nur für die Verwendung in den Filmen erschaffen wurden, gibt es viele Begriffe, die im alltäglichen Leben eher selten Anwendung finden, z. B. für Phaser, Raumschiff oder Planet. Aus demselben Grund herrschte lange Zeit ein großes Defizit bei alltäglichen Begriffen. Diese wurden erst in den jüngeren Jahren bekannt.
Insgesamt enthält die klingonische Sprache 90 Vor- und Nachsilben sowie ca. 3000 Wortstämme. Darin enthalten sind 100 Eigennamen, 25 Planeten, 50 fiktive Tiernamen, knapp 100 Star-Trek-spezifische Begriffe und weit über 100 transkribierte irdische Speise- und Ländernamen. Somit existieren im Grunde lediglich knapp 3000 Grundwörter, die jedoch durch die Möglichkeit der Zusammensetzung und auch der Verwendung von Nachsilben zu weit über 10000 oder mehr möglichen Begriffen definiert werden. Im Jahr 1985 wurden im ersten Wörterbuch etwa 1500, in der erweiterten Neuauflage von 1992 zusätzlich 300 und in der Fortsetzung Klingonisch für Fortgeschrittene von 1997 weitere 570 Wörter veröffentlicht. In den darauffolgenden Jahren wurden in diversen Quellen nochmals ungefähr 1500 Wörter bekannt gegeben. Dies beinhaltet nur die als Kanon anerkannten Quellen, die direkt von Marc Okrand stammen. Das Ableiten von neuen Bedeutungen lässt sich beispielsweise am Grundwort chen „entstehen“ verdeutlichen: chenmoH „bilden“ → chenmoHwI’ „Erschaffer“ → Hew chenmoHwI’ „Bildhauer“. Eigenkreationen sind hier bis zu einem gewissen Grad auch ohne kanonische Verwendung zulässig und von der Allgemeinheit akzeptiert, solange die Bedeutung klar ist.
Die Wörter basieren auf keiner irdischen Sprache, jedoch hat sich der Autor verschiedener Wortspiele bedient, um ein klingonisches Wort zu erfinden. So hat das Wort für Nachbar jIl den Hintergrund, dass Okrands Nachbarin Jill hieß. Das Wort für Fisch heißt ghotI’, in Anlehnung an das Wortspiel Ghoti. Das Wort für Stiefel – auf Englisch boot – ist DaS, so wie im Filmtitel Das Boot zu lesen.

### Grammatik
Da diese Sprache für eine außerirdische Rasse entwickelt wurde, hat der Linguist Marc Okrand sich darum bemüht, sie mit einem besonders exotischen Charakter zu versehen. Dafür wurden seltenere sprachliche Eigenschaften verwendet, wie z. B. die in den Sprachen der Welt sehr seltene Satzstellung Objekt – Prädikat – Subjekt und die Verwendung von Vor- und Nachsilben (siehe agglutinierende Sprachen).
Im Klingonischen gibt es nur drei Wortarten: Verb, Substantiv, und eine für alles andere. Adjektive fallen unter Verben und werden als ‚… sein‘ übersetzt, wie z. B. tIn ‚groß sein‘.
Der Aufbau des Klingonischen ist sehr stark mit einem Baukastensystem zu vergleichen. Sätze werden aus vielen Einzelteilen in einer (fast immer) unveränderbaren vorgegebenen Reihenfolge zusammengesetzt. Das Klingonische kennt weder Konjugation noch Deklination. Es gibt auch keine Zeitformen und keine Artikel.

### Schrift

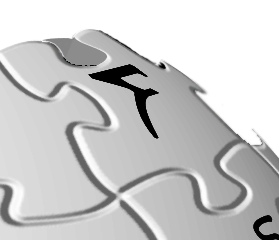
Klingonischer Buchstabe r im Logo von Wikipedia (bis 2010)

Um die Lautschrift des IPA-Systems zu vermeiden und die Darstellung mit üblichen Mitteln zu erleichtern, wird die klingonische Sprache mit Hilfe lateinischer Buchstaben dargestellt. Diese repräsentieren eine speziell für die klingonische Sprache entwickelte Lautschrift, was erklärt, warum manche der Buchstaben mitten im Wort als Großbuchstabe geschrieben werden.
Bis 2017 gab es keine offizielle klingonische Schrift, damit Unstimmigkeiten im Filmset vermieden werden können. In The Klingon Dictionary heißt es, dass über die klingonische Schrift sehr wenig bekannt sei, außer dass sie pIqaD genannt wird. Sehr bekannt ist die sogenannte Mandel-Schrift, die 1980 im Buch The U.S.S. Enterprise Officer’s Manual vorgestellt wurde. Diese wurde aber dem englischen Alphabet zugeordnet und ist daher nicht kompatibel mit Okrands Lautschrift.
Das KLI hat seit seiner Gründung 1992 in seinem vierteljährlichen Journal eine klingonische Schrift verwendet, die auf den in den Filmen sichtbaren Zeichen basiert, jedoch nicht identisch ist. Die exakte Quelle dieser Schriftzeichen ist nicht eindeutig bekannt, jedenfalls existierte sie schon vor der Gründung des KLI. Genau diese Schrift wurde 2011 in der Veröffentlichung des Klingonischen Monopoly, in einer klingonischen Sprachlern-Software und in einem 2012 veröffentlichten Buch über den klingonischen Bird of Prey (ein Raumschiff-Typ) verwendet. Dieser Schriftsatz wurde lange nur inoffiziell verwendet. Erst seit der Verwendung dieser Schriftzeichen sowohl in Star Trek: Discovery 2017 als auch in den darauffolgenden Serien gilt sie als Kanon im Rahmen von Star Trek.
Das Logo von Wikipedia enthielt von 2003 bis 2010 in der oberen Ecke den klingonischen Buchstaben r. Dieser wurde 2010 durch das Zeichen für „wi“ aus der äthiopischen Schrift ersetzt.

### Dialekte
Die während der Filme schlecht ausgesprochenen Szenen und unbeabsichtigten grammatikalischen Fehler werden nachträglich im Buch Klingonisch für Fortgeschrittene folgendermaßen als Dialekte und Umgangssprache erklärt: Als Standard-Klingonisch gilt der Dialekt des jeweiligen Herrschers, der als ta’ tlhIngan Hol (kurz: ta’ Hol) bezeichnet wird (wörtlich: ‚Klingonisch des Imperators‘). Da häufige Machtwechsel für die klingonische Kultur charakteristisch sind, wechselt der Dialekt des Herrschers entsprechend oft. Für sprachwissenschaftlich vergleichende Zwecke findet der klingonische Dialekt, welcher in der Hauptstadt von Qo’noS gesprochen wird, als Standard Verwendung.

## Offizielle Anerkennung
Die klingonische Sprache ist eine der wenigen fiktionalen Sprachen, die in diversen Normen gefestigt wurden und damit in gewisser Hinsicht einen offiziellen Status erhalten haben: 1999 wurde die Sprache in der Liste der IANA mit dem Kürzel i-klingon eingetragen. Diese Verwendung wurde im Februar 2004 abgelöst durch die Eintragung des Kürzels tlh in die ISO 639-2 und 639-3, die durch die Library of Congress bzw. von SIL International verwaltet wird.
Derselbe Code wird auch in der MARC Code List for Languages verwendet.

## Bezeichnung der Sprache
Es gibt nur wenige Sprachen, die wie im Deutschen ein eigenes Wort für die klingonische Sprache haben, in diesem Fall eben Klingonisch. Dies liegt meist daran, dass viele Länder die Sendungen im Originalton senden, und sogar dann auch in den Untertiteln von einem Klingon-Schiff oder einem Romulan-Captain reden. Manche Sprachen haben dennoch eine Anpassung gemacht, indem die landestypische Sprachbezeichnung an den Stamm Klingon gehängt wird, so wie das deutsche Klingonisch oder das tschechische Klingonština. Die deutsche Version wurde spätestens mit der Veröffentlichung des Werks Das offizielle Wörterbuch Klingonisch/Deutsch, Deutsch/Klingonisch offiziell.
In den meisten Sprachen ist es einfach nur Klingon, wenige sagen Klingon-Sprache, um die Sprache von den Klingonen zu unterscheiden.

## Sprecheranzahl
Sowohl der Vorsitzende des KLI, Lawrence M. Schoen, als auch die Sprachwissenschaftlerin Arika Okrent schätzen im Jahr 2010, dass es etwa 20 bis 30 Menschen gibt, die Klingonisch fließend sprechen. Es gebe wohl mehr als zweitausend Leute, die zumindest Grundkenntnisse in Klingonisch haben. Der Klingonisch-Lehrer Lieven L. Litaer schätzte 2024, es gebe „100 Menschen weltweit, die diese Sprache flüssig sprechen“; Tausende würden es lernen.

## Verwendung
Klingonisch wurde ursprünglich nur für die Kinofilme entwickelt und dort verwendet. Eine alltägliche Konversation auf Klingonisch stößt schnell an die Grenzen des beschränkten Vokabulars. Fans verwenden die Sprache gerne im Rahmen des Rollenspiels (siehe Cosplay) und auf Conventions, um ihren Charakteren mehr Authentizität einzuhauchen. In Sprachkursen wird Klingonisch geübt und gesprochen (→ qepHom), aber auch Sprachforscher und Studenten befassen sich mit dem Thema und erstellen z. B. Diplomarbeiten über das Thema Klingonisch oder dessen Nutzer. Es gibt regelmäßig Erwähnungen und kleine Verwendungen in diversen Medien.

### Star-Trek-Filme
Klingonisch wurde in folgenden Kinofilmen gesprochen:
- Star Trek: Der Film (1979)

Insgesamt nur ca. elf kurze Sätze. Diese waren von dem Schauspieler James Doohan vorgeschlagen worden und dienten später als Grundlage für die Entwicklung der Sprache durch Marc Okrand.
- Star Trek III: Auf der Suche nach Mr. Spock (1984)

Manche Dialoge wurden erst auf Englisch gedreht und nachträglich auf Klingonisch synchronisiert. In der deutschen Fassung wurden alle klingonischen Dialoge deutsch synchronisiert. Als der Film 2003 auf DVD erschien, wurden die klingonischen Dialoge nachträglich eingefügt.
- Star Trek V: Am Rande des Universums (1989)

Dieser Film enthält die meisten klingonischen Dialoge.
- Star Trek VI: Das unentdeckte Land (1991)

Mehrere klingonische Dialoge, aber auch unübersetzte Zwischenrufe im Hintergrund.
- Star Trek: Treffen der Generationen (1994)

In einer Szene war nur ein einziges Wort zu hören.
- Star Trek (2009)

Die Szenen mit den Klingonen wurden aus dem Film geschnitten, sind jedoch auf der DVD als Zusatz enthalten. Hier sind mehrere klingonische Sätze zu hören, die offenbar klingonische Wörter enthalten, jedoch schwer verständlich sind.
- Star Trek Into Darkness (2013)

Es gibt eine Szene mit Klingonen, in der Kommunikationsoffizier Uhura (Zoë Saldaña) fließend Klingonisch spricht.

### Andere Filme

#### Korrektes Klingonisch
- Der Kindergarten Daddy (2003)

Eines der Kinder spricht in einer Szene einen kleinen Monolog.
- Richard Hasenfuß – Held in Chucks (Faintheart) (2008)

Eine der beiden Hauptfiguren ist ein intensiver Trekkie; er spricht zu seiner Freundin zwei Sätze auf Klingonisch, nachdem sie ihn während einer romantischen Situation dazu aufgefordert hat.
- Paul – Ein Alien auf der Flucht (2011)

Ein Film über zwei Nerds, die einen Alien finden. Beide sprechen nach eigenen Angaben Klingonisch und verwenden auch wenige Sätze.
- Please Stand By (2017)

Ein Film über eine autistische junge Frau, die an einem Wettbewerb für ein Star-Trek-Drehbuch teilnehmen möchte. Ein Polizeibeamter gewinnt während eines Gesprächs auf Klingonisch ihr Vertrauen.

#### Andeutungen oder Imitationen
- Fanboys (2009)

In dieser Filmkomödie über Star-Wars-Fans wird ein Trekkie dazu aufgefordert, etwas auf Klingonisch zu sagen. Seine Antwort ist jedoch kein echtes Klingonisch.
- Garden State (2004)

Eine Nebenfigur dieser Komödie spricht mehrere Sätze auf Klingonisch, was jedoch kein offizielles Klingonisch ist. Diese Figur wird von Jim Parsons dargestellt, der in der TV-Serie The Big Bang Theory richtiges Klingonisch spricht.
- Emergency Room (TV-Serie, 2004)

In der 19. Folge der 10. Staffel sitzt ein Patient in einer Therapie-Sitzung und spricht unverständliche Laute. Es wird erklärt, dass er nur Klingonisch spreche.
- Kill Bill – Volume 1 (2003)

Der Film beginnt mit der Einblendung eines bekannten klingonischen Zitats, dargestellt jedoch auf Englisch.

### Fernsehserien
- Star Trek: The Next Generation

In wenigen Folgen sind klingonische Ausdrücke zu hören, selten jedoch ganze Dialoge und nicht so ausführlich wie in den Kinofilmen.
- Star Trek: Deep Space Nine
- Star Trek: Raumschiff Voyager
- Frasier

In der Folge „Star Mitzvah“ während der 10. Staffel (2002) hält Frasier eine Ansprache auf Klingonisch, weil ihm jemand sagte, es sei Hebräisch.
- Farscape

In der ersten Folge der vierten Staffel (2002) ruft John Crichton während eines Kampfes einige Worte auf Klingonisch.
- Die Simpsons

Eine Folge, die auf einer SF-Convention stattfindet („My Big Fat Geek Wedding“ in der 15. Staffel, 2004), enthält klingonische Dialoge. Diese sind nur Kauderwelsch. Es werden jedoch klingonische Schriftzeichen verwendet, die das Wort LOVE (Liebe) darstellen.
- How I Met Your Mother

In der 8. Folge der ersten Staffel (2005) „Das Duell“ muss Robin wegen eines Notfalls ein Date mit einem Nerd abbrechen. Daraufhin sagt dieser die klingonische Beleidigung Hab SoSlI' Quch („Deine Mutter hat eine flache Stirn“) mit der Erklärung, sie sei unehrenhaft.
- Navy CIS

Auf einem Maskenball in der Folge der 4. Staffel (2006) „Witch Hunt“ (dt. Titel „Halloween“) wird jemand mit Klingonenmaske verhaftet. Er widerspricht mit zwei klingonischen Zitaten, die einer der Ermittler namens McGee aber versteht und übersetzt.
- Chuck

In der Episode „Chuck gegen die Wahrheit“ in der 1. Staffel (2007) unterhalten sich Chuck und Bryce teilweise auf Klingonisch, um so Chucks Identität zu bestätigen oder eine Nachricht für die anderen unverständlich auszutauschen.
- The Big Bang Theory

In dieser Sitcom sprechen die vier Hauptdarsteller – Sheldon, Leonard, Raj und Howard – auf unterschiedlichem Level Klingonisch, und einmal wird auch klingonisches Boggle gespielt. Außerdem ist die Einladung zur Hochzeit von Howard und Bernadette auch auf Klingonisch (5. Staffel).
In der Folge Der Mann, der seine Omi liebte in der 3. Staffel wendet Sheldon eine klingonische Variante des Sprichworts „Rache wird am besten kalt serviert“ an: bortaS bIr jablu’DI’ reH QaQqu’ nay’ [bortʰaʂ bɪr d͡ʒabluʔɖɪʔ rɛx q͡χaq͡χqʰuʔ najʔ]. Rachegegner Wil Wheaton, der sich selbst spielt, versteht Klingonisch und kann die Aussage übersetzen.
- Die Sendung mit der Maus

Im März 2017 wurde der Vorspann von Episode 2099 zum Thema Weltraum auf Klingonisch gesprochen. Gesprochen wurde sie von dem Klingonisch-Lehrer Lieven L. Litaer. Gast der Sendung war der Astronaut Alexander Gerst. Der Vorspann zur Jubiläums-Maus am 7. März 2021 wurde ebenfalls auf Klingonisch gesprochen.
- Star Trek: Discovery

Die Klingonen in dieser Serie sprechen durchweg korrektes Klingonisch. Die Übersetzung wurde allerdings nicht – wie bei den Kinofilmen – von Marc Okrand angefertigt, sondern von der kanadischen Klingonistin Robyn Stewart. Außerdem wurde die komplette Serie von Klingonischlehrer Lieven L. Litaer im Auftrag von Netflix auf Klingonisch untertitelt. Marc Okrand hat speziell für die Serie einige Wörter beigesteuert, die nun offizieller Bestandteil der Sprache sind.
- Star Trek: Lower Decks

In der Animations-Reihe von 2022 sind vereinzelt klingonische Sätze zu hören und Schriftzeichen zu sehen. Da diese nicht durchgängig von fest gebuchten Experten übersetzt wurden, sind sie nicht immer korrekt.